# 纤弗氏螳属
纤弗氏螳属（学名：Fulciniola）是矮螳科的一属。

## 下属物种
本属包括以下物种：
- Fulciniola snelleni Saussure, 1871